# Ngòi Sen
Ngòi Sen là phụ lưu của Sông Thao. Ngòi Sen chảy qua các tỉnh Yên Bái, Phú Thọ .
Sông có chiều dài 16 km và diện tích lưu vực là 68 km² .
Ngòi Sen đổ vào bờ trái Sông Thao ở xã Văn Phú, thành phố Yên Bái, cách ga Văn Phú cỡ 3 km phía hạ lưu sông .

## Chỉ dẫn
1. ↑  Trong tiếng Việt thì "Ngòi" có nghĩa là sông, suối.